# Canton de Saint-Éloy-les-Mines
Pour les articles homonymes, voir Saint-Éloy.
Le canton de Saint-Éloy-les-Mines est une circonscription électorale française du département du Puy-de-Dôme créée par le décret du 21 février 2014 et entrée en vigueur lors des premières élections départementales suivant la publication du décret.

## Histoire
Un nouveau découpage territorial du Puy-de-Dôme entre en vigueur à l'occasion des élections départementales de 2015. Il est défini par le décret du 21 février 2014, en application des lois du 17 mai 2013 (loi organique 2013-402 et loi 2013-403). Les conseillers départementaux sont, à compter de ces élections, élus au scrutin majoritaire binominal mixte. Les électeurs de chaque canton élisent au Conseil départemental, nouvelle appellation du Conseil général, deux membres de sexe différent, qui se présentent en binôme de candidats. Les conseillers départementaux sont élus pour 6 ans au scrutin binominal majoritaire à deux tours, l'accès au second tour nécessitant 12,5 % des inscrits au 1er tour. En outre la totalité des conseillers départementaux est renouvelée. Ce nouveau mode de scrutin nécessite un redécoupage des cantons dont le nombre est divisé par deux avec arrondi à l'unité impaire supérieure si ce nombre n'est pas entier impair, assorti de conditions de seuils minimaux. Dans le Puy-de-Dôme, le nombre de cantons passe ainsi de 61 à 31.
Le nouveau canton de Saint-Éloy-les-Mines est formé de communes des anciens cantons de Montaigut (10 communes), de Saint-Gervais-d'Auvergne (10 communes), de Pionsat (10 communes), de Manzat (1 commune) et de Menat (4 communes). Il est entièrement inclus dans l'arrondissement de Riom. Le bureau centralisateur est situé à Saint-Éloy-les-Mines.

## Représentation
| Période élective | Période élective | Mandat | Mandat   | Identité             | Nuance | Nuance | Qualité |
| ---------------- | ---------------- | ------ | -------- | -------------------- | ------ | ------ | --- |
| 2015             | 2021             | 2015   | 2021     | Pierrette Daffix-Ray |        | DVG    | Maître de conférence faculté de droit Maire de Youx (1998-2024) Présidente de l'association des maires du Puy-de-Dôme Ancienne conseillère générale du canton de Montaigut (2004-2015) 2e vice-présidente chargée des solidarités territoriales (aides aux communes et communautés de communes, ingénierie territoriale, plan accessibilité, enseignement supérieur) |
| 2015             | 2021             | 2015   | 2021     | Laurent Dumas        |        | PS     | Agent de maîtrise, maire de Saint-Maigner Ancien conseiller général du canton de Pionsat (2011-2015) 13e vice-président chargé de l'autonomie, des établissements et de l'offre de santé sur les territoires |
| 2021             | 2028             | 2021   | en cours | Jérôme Gaumet        |        | LR     | Ingénieur Maire de Pionsat 3e vice-président du conseil départemental chargé des finances et des comptes publics |
| 2021             | 2028             | 2021   | en cours | Joselyne Lelong      |        | DVC    | Agent de la fonction publique Maire de Sauret-Besserve |

### Résultats détaillés

#### Élections de mars 2015
À l'issue du 1er tour des élections départementales de 2015, deux binômes sont en ballottage : Pierrette Daffix-Ray et Laurent Dumas (Union de la Gauche, 38,58 %) et Jérôme Gaumet et Anna Mansat (Union de la Droite, 30,84 %). Le taux de participation est de 57,75 % (7 894 votants sur 13 670 inscrits) contre 52,8 % au niveau départemental et 50,17 % au niveau national.
Au second tour, Pierrette Daffix-Ray et Laurent Dumas (Union de la Gauche) sont élus avec 56,24 % des suffrages exprimés et un taux de participation de 59,97 % (4 228 voix pour 8 196 votants et 13 666 inscrits).
Pierrette Daffix-Ray est membre du groupe socialiste, radical et républicain (majorité départementale).

#### Élections de juin 2021
Le premier tour des élections départementales de 2021 est marqué par un très faible taux de participation (33,26 % au niveau national). Dans le canton de Saint-Éloy-les-Mines, ce taux de participation est de 44,74 % (5 799 votants sur 12 961 inscrits) contre 36,11 % au niveau départemental. À l'issue de ce premier tour, deux binômes sont en ballottage : Jérôme Gaumet et Joselyne Lelong (Union au centre et à droite, 46,68 %) et Laurent Dumas et Margaux Piquelle (PS, 42,67 %).
Le second tour des élections est marqué une nouvelle fois par une abstention massive équivalente au premier tour. Les taux de participation sont de 34,36 % au niveau national, 37,4 % dans le département et 50,81 % dans le canton de Saint-Éloy-les-Mines. Jérôme Gaumet et Joselyne Lelong (Union au centre et à droite) sont élus avec 55,17 % des suffrages exprimés (3 492 voix pour 6 587 votants et 12 963 inscrits),,.

## Composition
Le nouveau canton de Saint-Éloy-les-Mines comprend trente-cinq communes entières.
| Nom                                          | Code Insee | Intercommunalité               | Superficie (km2) | Population (dernière pop. légale) | Densité (hab./km2) | Modifier                                    |
| -------------------------------------------- | ---------- | ------------------------------ | ---------------- | --------------------------------- | ------------------ | ------------------------------------------- |
| Saint-Éloy-les-Mines (bureau centralisateur) | 63338      | CC du Pays de Saint-Éloy       | 22,11            | 3 484 (2022)                      | 158                | modifier les données · modifier les données |
| Ars-les-Favets                               | 63011      | CC du Pays de Saint-Éloy       | 14,60            | 221 (2022)                        | 15                 | modifier les données · modifier les données |
| Ayat-sur-Sioule                              | 63025      | CC du Pays de Saint-Éloy       | 14,20            | 134 (2022)                        | 9,4                | modifier les données · modifier les données |
| Biollet                                      | 63041      | CC du Pays de Saint-Éloy       | 23,46            | 317 (2022)                        | 14                 | modifier les données · modifier les données |
| Bussières                                    | 63060      | CC du Pays de Saint-Éloy       | 13,84            | 107 (2022)                        | 7,7                | modifier les données · modifier les données |
| Buxières-sous-Montaigut                      | 63062      | CC du Pays de Saint-Éloy       | 10,88            | 242 (2022)                        | 22                 | modifier les données · modifier les données |
| La Cellette                                  | 63067      | CC du Pays de Saint-Éloy       | 10,99            | 167 (2022)                        | 15                 | modifier les données · modifier les données |
| Charensat                                    | 63094      | CC du Pays de Saint-Éloy       | 46,68            | 474 (2022)                        | 10                 | modifier les données · modifier les données |
| Château-sur-Cher                             | 63101      | CC du Pays de Saint-Éloy       | 11,87            | 67 (2022)                         | 5,6                | modifier les données · modifier les données |
| Châteauneuf-les-Bains                        | 63100      | CC Combrailles Sioule et Morge | 16,92            | 311 (2022)                        | 18                 | modifier les données · modifier les données |
| La Crouzille                                 | 63130      | CC du Pays de Saint-Éloy       | 18,60            | 259 (2022)                        | 14                 | modifier les données · modifier les données |
| Durmignat                                    | 63140      | CC du Pays de Saint-Éloy       | 12,36            | 214 (2022)                        | 17                 | modifier les données · modifier les données |
| Espinasse                                    | 63152      | CC du Pays de Saint-Éloy       | 23,95            | 277 (2022)                        | 12                 | modifier les données · modifier les données |
| Gouttières                                   | 63171      | CC du Pays de Saint-Éloy       | 25,63            | 310 (2022)                        | 12                 | modifier les données · modifier les données |
| Lapeyrouse                                   | 63187      | CC du Pays de Saint-Éloy       | 36,14            | 515 (2022)                        | 14                 | modifier les données · modifier les données |
| Menat                                        | 63223      | CC du Pays de Saint-Éloy       | 20,31            | 543 (2022)                        | 27                 | modifier les données · modifier les données |
| Montaigut-en-Combraille                      | 63233      | CC du Pays de Saint-Éloy       | 8,18             | 977 (2022)                        | 119                | modifier les données · modifier les données |
| Moureuille                                   | 63243      | CC du Pays de Saint-Éloy       | 16,83            | 376 (2022)                        | 22                 | modifier les données · modifier les données |
| Neuf-Église                                  | 63251      | CC du Pays de Saint-Éloy       | 14,94            | 320 (2022)                        | 21                 | modifier les données · modifier les données |
| Pionsat                                      | 63281      | CC du Pays de Saint-Éloy       | 24,68            | 1 042 (2022)                      | 42                 | modifier les données · modifier les données |
| Le Quartier                                  | 63293      | CC du Pays de Saint-Éloy       | 23,37            | 216 (2022)                        | 9,2                | modifier les données · modifier les données |
| Roche-d'Agoux                                | 63304      | CC du Pays de Saint-Éloy       | 5,56             | 114 (2022)                        | 21                 | modifier les données · modifier les données |
| Saint-Gervais-d'Auvergne                     | 63354      | CC du Pays de Saint-Éloy       | 47,35            | 1 226 (2022)                      | 26                 | modifier les données · modifier les données |
| Saint-Hilaire                                | 63360      | CC du Pays de Saint-Éloy       | 17,63            | 146 (2022)                        | 8,3                | modifier les données · modifier les données |
| Saint-Julien-la-Geneste                      | 63369      | CC du Pays de Saint-Éloy       | 11,97            | 120 (2022)                        | 10                 | modifier les données · modifier les données |
| Saint-Maigner                                | 63373      | CC du Pays de Saint-Éloy       | 18,97            | 171 (2022)                        | 9,0                | modifier les données · modifier les données |
| Saint-Maurice-près-Pionsat                   | 63377      | CC du Pays de Saint-Éloy       | 30,88            | 363 (2022)                        | 12                 | modifier les données · modifier les données |
| Saint-Priest-des-Champs                      | 63388      | CC du Pays de Saint-Éloy       | 45,09            | 726 (2022)                        | 16                 | modifier les données · modifier les données |
| Sainte-Christine                             | 63329      | CC du Pays de Saint-Éloy       | 12,78            | 124 (2022)                        | 9,7                | modifier les données · modifier les données |
| Sauret-Besserve                              | 63408      | CC du Pays de Saint-Éloy       | 10,33            | 165 (2022)                        | 16                 | modifier les données · modifier les données |
| Servant                                      | 63419      | CC du Pays de Saint-Éloy       | 26,56            | 559 (2022)                        | 21                 | modifier les données · modifier les données |
| Teilhet                                      | 63428      | CC du Pays de Saint-Éloy       | 18,81            | 283 (2022)                        | 15                 | modifier les données · modifier les données |
| Vergheas                                     | 63447      | CC du Pays de Saint-Éloy       | 7,45             | 66 (2022)                         | 8,9                | modifier les données · modifier les données |
| Virlet                                       | 63462      | CC du Pays de Saint-Éloy       | 17,37            | 268 (2022)                        | 15                 | modifier les données · modifier les données |
| Youx                                         | 63471      | CC du Pays de Saint-Éloy       | 19,13            | 871 (2022)                        | 46                 | modifier les données · modifier les données |
| Canton de Saint-Éloy-les-Mines               | 6326       |                                | 700,42           | 15 775 (2022)                     | 23                 | modifier les données                        |

## Démographie
En 2022, le canton comptait 15 775 habitants, en évolution de −3,56 % par rapport à 2016 (Puy-de-Dôme : +2,1 %, France hors Mayotte : +2,11 %).
| 2013   | 2018   | 2022   |
| ------ | ------ | ------ |
| 16 430 | 16 159 | 15 775 |